# جنگلانه
جنگلانه یک پروژهٔ زیست‌محیطی غیر دولتی است که از سال ۱۳۹۳ برای احیای رویشگاه‌های جنگلی آسیب‌دیدهٔ ایران راه‌اندازی شده‌است.

## پیشینه
ایران دارای پنج ناحیهٔ رویشی است که شامل جنگل‌های خزری، ارسباران، جنگل‌های زاگرسی، جنگل‌های فلات مرکزی و جنگل‌های سواحل جنوبی می‌شود. از سال ۱۳۴۳ تا ۱۳۷۹، مساحت این جنگل‌ها از ۱۸ میلیون هکتار به ۱۱ میلیون هکتار کاهش یافته‌است. برداشت غیر مجاز چوب، استفادهٔ ناپایدار از کشاورزی، چرای بی‌رویه، توسعهٔ اقتصادی ناهماهنگ و تغییرات آب و هوا دلایل اصلی این روند به شمار می‌روند. در حال حاضر، سرانهٔ جنگل در ایران ۰٫۱۸ هکتار است که کمتر از یک‌چهارم سرانهٔ جهانی آن (۰٫۸ هکتار) است.

## اجرا
در ۵ دی ۱۳۹۳، اجرای طرح سراسری جنگلانه توسط گروهی از سازمان‌های مردم‌نهاد زیست‌محیطی در ۱۴ استان ایران در مساحت بیش از ۱۶۱ هکتار آغاز شد. هدف این طرح، احیای رویشگاه‌های جنگلی آسیب‌دیدهٔ ایران بود. در این طرح، عمدتاً از روش کپه‌کاری برای کاشتن بذر درختان بومی استفاده شده‌است.
دومین دورهٔ جنگلانه در ۲۷ آذر ۱۳۹۴ اجرا شد و به همهٔ استان‌های ایران توسعه پیدا کرد.